# Formula di Barnett

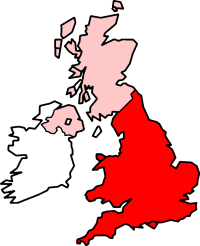
Inghilterra e Galles (rosso). Scozia e Irlanda del Nord (rosa).

La formula di Barnett (in inglese: Barnett Formula) è il nome del sistema utilizzato nel Regno Unito per determinare il livello dei trasferimenti statali ricevuti dalle amministrazioni autonome per coprire i costi dei servizi la cui responsabilità è stata trasferita alle tre amministrazioni autonome.

## Storia
Il predecessore della formula di Barnett era la formula di Goschen (1888), utilizzata per determinare le risorse dell'autogoverno dell'Irlanda prima della sua secessione dal Regno Unito nel 1919. 
La formula prende il nome da Joel Barnett, che l'ha inventata nel 1978 come segretario capo del Tesoro, come soluzione a breve termine riguardo a controversie dei governi minori in vista della prevista devoluzione politica nel 1979. Nonostante il fallimento di tale iniziativa, la formula è stata mantenuta per facilitare un'ulteriore devoluzione amministrativa nei governi conservatori dal 1979 al 1997 sotto i primi ministri Margaret Thatcher e John Major, e poi nel contesto della devoluzione politica dei governi laburisti guidati da Tony Blair e Gordon Brown, e il governo di coalizione di David Cameron. L'attuale governo continua a usarlo come base per finanziare gli altri tre governi.
Nel 1970 l'Inghilterra aveva l'85% della popolazione del Regno Unito mentre la Scozia aveva il 10%. Secondo la formula, la Scozia avrebbe poi ricevuto il 10/85 della spesa in Inghilterra, percentuale che nel 1999 è stata ridotta dalla riduzione del peso demografico della Scozia.

## Funzionamento
La formula consente di garantire che le nazioni autonome ricevano trasferimenti dal governo centrale in proporzione al loro peso demografico. Questo si applica solo alle politiche che sono state "devolute" alle amministrazioni autonome. Qualsiasi aumento della spesa in Inghilterra influisce sui trasferimenti in Scozia, Galles e Irlanda del Nord.

## Controversia
Questa formula è criticata per diversi motivi:
- Non riflette il costo della vita nelle regioni.
- Si applica solo agli aumenti della spesa pubblica, non a quella esistente.
- Non riflette la riscossione dei tributi delle regioni.